# Урпия
Урпия — село в городском округе город Орск Оренбургской области.

## География
Находится в излучине реки Орь примерно в 22 км к восток-юго-востоку от центра города Орск. Административно относится к Советскому району Орска.

## Климат
Климат континентальный с тёплым летом, холодной зимой и недостаточным увлажнением в течение года. Среднемесячная температура наиболее холодного месяца (января) — −16,4 °C, наиболее тёплого (июля) — 21,3 °C. Абсолютный максимум температуры составляет — 42 °C, абсолютный минимум — −44 °C. Продолжительность безморозного периода 132 суток. В течение года преобладают западные направления ветра. Зимой возрастает роль юго-западных и северо-восточных ветров, летом северо-западных и северных направлений. Среднегодовая скорость ветра 8,8 м/с. В течение года наблюдается около 20 дней с туманом.

## История
Известно с конца XIX века как аул у имения Дербисалы Беркимбаева, полковника русской армии, чиновника особых поручений при Тургайском военном губернаторе. В 1930-е годы в ауле был создан колхоз, который позже стал отделением молочно-овощного совхоза «Луч».
Решением Законодательного собрания Оренбургской области от 4 октября 1996 года включена в состав города Орска. Выведена и входит в состав муниципального образования город Орск с 2001 года.

## Население
| 2010 |
| ---- |
| 101  |

Постоянное население в 2002 году составляло 111 человек (русские — 70 %).